# Phloeopeccania anemoides
Phloeopeccania anemoides är en lavart som beskrevs av M. Schultz & Büdel. Phloeopeccania anemoides ingår i släktet Phloeopeccania och familjen Lichinaceae.   Inga underarter finns listade i Catalogue of Life.